# Itasy
Itasy é uma região centrais de Madagáscar. Faz fronteira com a região de Analamanga a nordeste, Vakinankaratra a sul e Bongolava a noroeste. A capital da região é Miarinarivo e sua população era de 897.962 habitantes em 2018. É a menor das 22 regiões em área, com 6993 km², e é a região mais densamente povoada depois de Analamanga.

## Divisões administrativas
A região de Itasy está dividida em três distritos, que se subdividem em 51 comunas.
- Distrito de Arivonimamo – 22 comunas
- Distrito de Miarinarivo – 12 comunas
- Distrito de Soavinandriana – 15 comunas

## Infraestrutura

### Aeroporto
- Base Aérea de Arivonimamo

### Estradas
As estradas Nacional 1, Nacional 1bis e Nacional 43 atravessam esta região.

## Corpos d'água
Existem 58 rios em Itasy. 21 rios fluem no Distrito de Miarinarivo, 17 no Distrito de Arivonimamo e 20 no Distrito de Soavinandriana.
3 500 hectares são cobertos por lagos: há 40 lagos em Miarinarivo, 9 em Soavinandriana e 2 em Arivonimamo.

### Lago Itasy
A região de Itasy recebe o nome do Lago Itasy, o quarto maior lago de Madagáscar. O lago fica em Ampefy, a 120 km da capital Antananarivo.

## Turismo
De acordo com o ONTM (Office National du Tourisme de Madagascar), mais de 60% dos turistas domésticos da capital utilizam esta região como destino de férias de curta duração a cada ano. No entanto, isso ainda representa menos de 200 turistas por dia, ou até 1 200 turistas por dia em feriados nacionais. Ampefy, às margens do lago Itasy, é a principal cidade turística.

### Pontos turísticos

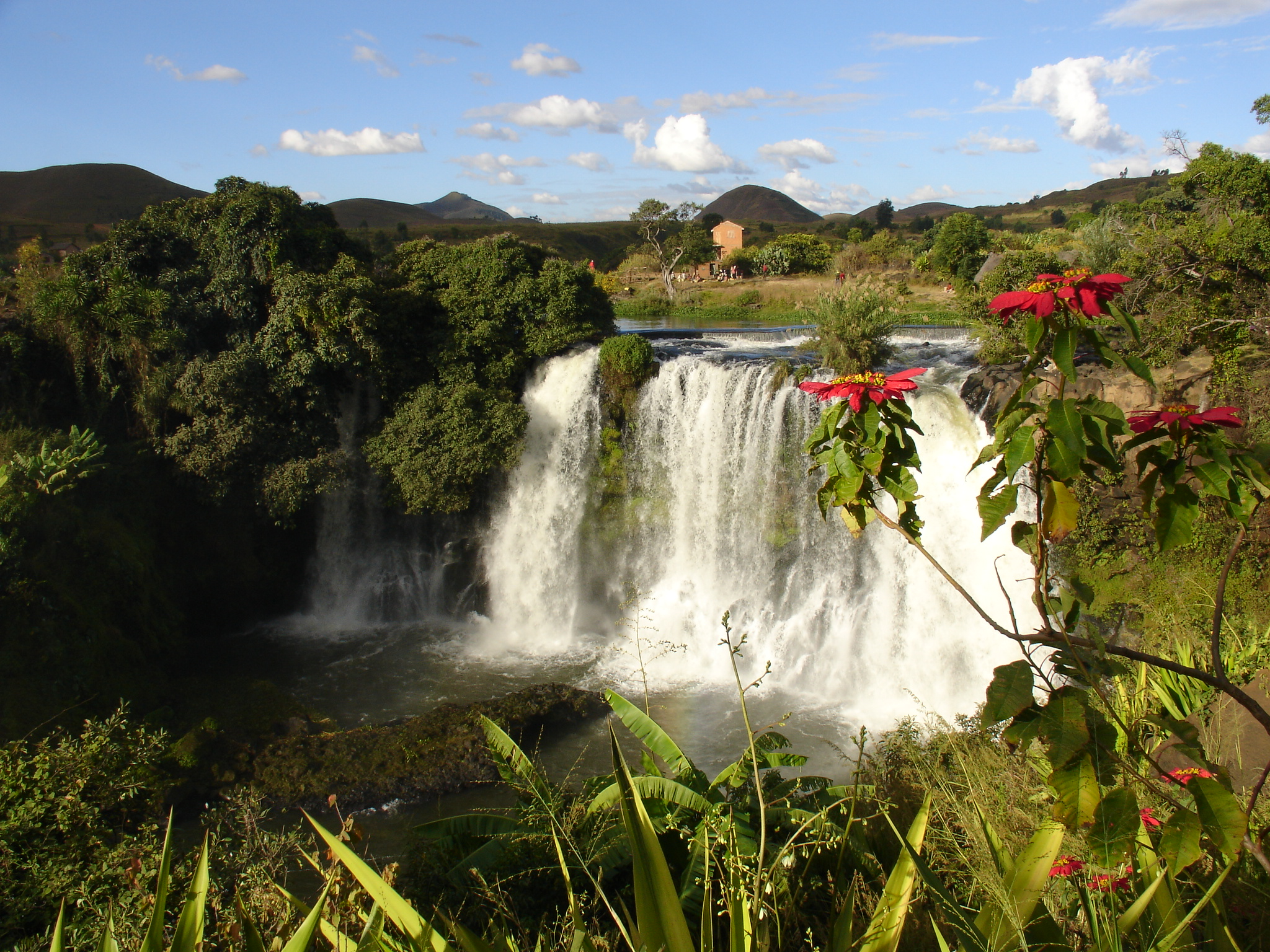
As quedas de água da Lili

A região é famosa por várias atrações:
- O Lago Itasy, que é fonte de sustento para 3 000 pescadores, com mais de 100 pequenas canoas em atividade diária;
- O monumento da Virgem Maria, na margem do lago, marcando o centro geográfico do país;
- A ilha do Rei do Lago Itasy, com um círculo de pedras;
- As duas quedas de água da Lili, sendo a primeira com 16 m de altura por 35 m de largura e a segunda com mais de 22 m de altura, porém menos larga;
- A queda d'água de Analavory, com mais de 20 m de altura;
- Mais de 20 pequenos lagos;
- Experiências de passeios de barco e trekking;
- Os gêiseres de Analavory, que são gêiseres de água fria que ocasionalmente atingem quase 3 m de altura e formaram montes de travertino;
- Um antigo forte em colina com duplo fosso, visível próximo à cidade de Soavinandriana;
- Um número considerável de enormes crateras vulcânicas extintas, algumas com lagos craterais; e
- O Lemurs' Park, localizado no PK 22 (22 km) no caminho para o Lago Itasy a partir da capital.

## Agricultura
A base da economia é a agricultura. As principais culturas e suas áreas de cultivo (ha) são:
- Arroz (66 000 ha)
- Amendoim (37 279 ha)
- Milho (37 279 ha)
- Mandioca (22 872 ha)
- Feijão (12 204 ha)
- Batatas (9 211 ha)
- Amendoim bambara (4 836 ha)
- Tomates (4 168 ha)
- Batata-doce (1 377 ha)
- Abacaxi (3 135 ha)
- Cana-de-açúcar (222 ha)

Há também criação de gado. Itasy produz 2,7% do gado zebu em Madagáscar e 4,9% dos porcos criados no país.